# Pavilionul canceroșilor
Pavilionul canceroșilor (în rusă Раковый корпус, transliterat: Rakovîi korpus) este un roman din 1966 al scriitorului rus Aleksandr Soljenițîn.